# دیوید بایر
دیوید آلن بایر (به انگلیسی: David Allen Bayer) ریاضیدان اهل آمریکا است. بایر استاد تمام ریاضیات در کالج برنارد، دانشگاه کلمبیا است. او در کالج سوارتمور تحصیل کرد و درجه دکتری را در سال ۱۹۸۲ در دانشگاه هاروارد با سرپرستی هیسوکه هیروناکا به دست آورد. بایر مشاور ریاضی فیلم یک ذهن زیبا بوده است و همچنین در یکی از صحنه های پایانی فیلم، صحنه مهمانی قلم (که ساختگی است و در واقعیت اتفاق نیفتاده است) به عنوان یکی از استادانی که قلمش را به جان نش تقدیم می کند بازی کرده است. 